# Gaio Lelio Sapiente
Gaio Lelio Sapiente (in latino Caius Laelius Sapiens; 188 a.C. – 125 a.C.) è stato un politico romano conosciuto principalmente per la sua amicizia con Scipione Emiliano.

## Biografia
Dopo aver ricoperto i ruoli di tribuno della plebe, nel 151 a.C., e di pretore, nel 145 a.C., fu console nel 140 a.C., insieme a Quinto Servilio Cepione, e venne eletto con l'aiuto del suo amico, allora censore, dopo aver fallito alle elezioni del 141 a.C. Era il figlio e l'erede del generale Gaio Lelio, anch'egli console nel 190 a.C. e braccio destro e amico fin dall'infanzia di Publio Cornelio Scipione Emiliano.
Il soprannome "Sapiens" gli derivò sia dalla sua capacità politica che dalla sua profonda cultura. Infatti era molto intelligente e preparato, cosa che, unitamente al suo carattere tranquillo, ne fece un grande oratore, uno dei più apprezzati del suo tempo.
Gaio Lelio fu inoltre amico di Marco Pacuvio e Gaio Lucilio. A Lelio si ricollega esplicitamente l'opera che Cicerone dedicò al tema dell'amicizia, il Laelius de amicitia.